# Roca del Turó
La Roca del Turó és una muntanya de 556 metres que es troba al municipi de Puig-reig, a la comarca catalana del Berguedà.